# Успенская церковь (Апидомы)
Апидомская старообрядческая церковь (полное название: Апидомская старообрядческая церковь Успения Пресвятой Богородицы) — действующая старообрядческая церковь поморского толка в деревне Апидомы Лынтупского сельсовета Поставского района Витебской области Республики Беларусь. Расположена на южной окраине деревни Апидомы. В 200 метрах южнее церкви располагается приходское кладбище, которое является одним из старейших старообрядческих кладбищ Беларуси (основано в начале XVIII века).
Первая старообрядческая церковь была построена в Апидомах в XVIII веке, здание было разобрано в 1856 году. Здание второй (новой) церкви было построено в 1830-е годы как деревянное прямоугольное здание. Около 20-30 лет в Апидомах существовали две моленные. В 1870-х годах к зданию новой церкви была пристроена колокольня. В 1919 году здание церкви было практически полностью уничтожено пожаром и было заново отстроено в 1920—1921 годах. Представляет собой прямоугольное односрубное здание с двухскатной крышей. Над алтарной частью церкви имеется колокольня и купол.
Апидомская церковь является произведением народного зодчества и находится под охраной государства как объект, включённый в Государственный список историко-культурных ценностей Республики Беларусь (шифр 213Г000581).

## История
Первые старообрядцы начали появляться в Апидомах и близлежащих деревнях Лынтупской волости (Белянишки, Вейсишки, Качанишки, Масленики, Петрути) уже в начале XVIII века. Официальной датой основания Апидомской св. Успенской Старообрядческой общины считается 1700 год, тогда же было основано и старообрядческое кладбище.
К концу XVIII века, согласно данным 5-й ревизии податного населения Российской империи 1795 года, количество старообрядцев в Лынтупской волости было 262 человека. В виду отсутствия других общин поблизости, старообрядцы Лынтупской и части Годутишской волостей были прихожанами Апидомской общины.
Не имея собственного храма, местные старообрядцы какое-то время молились в домах. Первая старообрядческая моленная в Апидомах была построена ещё в XVIII веке и в рапорте Завилейского земского исправника 1822 года упоминается как одна из двух раскольнических моленных Завилейского уезда (вторая — Михаловская церковь в Давгелишском старостве). К 1856 году её здание описывалось как «совершенно древнее и ветхое». Возможно из-за этого, в 1830-е годы, наставником Шершнёвым была основана новая старообрядческая моленная, за что уже в 1840 году над ним состоялся суд. В последующие годы в Апидомах параллельно существовали две моленные — старая и новая.
Из-за усилившихся гонений во времена правления Николая I, начиная с 1826 года было запрещено не только возведение новых старообрядческих церквей, но и ремонт уже существующих. В 1851 году, здание «новой» Апидомской моленной упоминается как совершенно прочное, что помогло ему избежать участи соседних Юргелишской и Михаловской старообрядческих церквей, здания которых были признаны ветхими и были разобраны в 1852 году, все оставшиеся материалы проданы, а книги, иконы и принадлежности отправлены в Литовскую Православную духовную консисторию. По указу властей, новая Апидомская церковь была закрыта и опечатана, все найденные внутри книги, иконы и принадлежности изъяты, старая же оставалась некоторое время незамеченной властями.
В 1853 году прихожане Апидомской общины разделились на сторонников и противников наставника Евстафия Леоновича Зубкова. Большинство прихожан было против, в результате голосования наставник был изгнан и основал Куклянскую старообрядческую общину. Вместе с ним, в Куклянскую общину перешла и часть прихожан из деревень Поташня, Жвойришки, Сухаришки и непосредственно Кукляны. В 1858 году, в Куклянах была построена новая старообрядческая церковь — всего в 5 км от Апидом.
В делах Виленской Губернской канцелярии есть упоминание о том, что в 1856 году в деревне Апидомы Свенцянского уезда по прежнему существовало две раскольнических часовни — одна с давних времён и построена до 17 сентября 1826 года, а вторая — более новая, но построена ли до 1826 года или позже судебным следствием не установлено. Далее следует комментарий, что согласно уставу, первую, как «грозящую по ветхости падением» надлежит разобрать до основания, а последнюю закрыть и «колокольный звон в оной уничтожить» и все принадлежности направить в Литовскую духовную консисторию.
31 октября 1856 года указ был приведён в исполнение и старая Апидомская моленная согласно решению уголовной палаты всё-таки была разобрана до основания, а более новая вновь закрыта и опечатана, а семь икон и книги, найденные в ней, отправлены в Литовскую духовную консисторию 9 марта 1857 года. Позже 2 сентября 1857 года, в Литовской духовной консистории заявили, что семь образов из Апидомской церкви не соответствуют образам принятым Православной церковью «как по безобразной своей живописи, так и по истёртой на них краске» и были направлены в Виленское Губернское правление для дальнейшего распоряжения. Однако там распорядились не уничтожать иконы, а поместить их в более бедные церкви Литовской Епархии, особенно если вблизи находятся «раскольнические секты» или лица, перешедшие из раскола в православие. В результате иконы были переданы управляющему Трокским Благочинием православному священнику для раздачи в более нуждающиеся в иконах церкви.
После ликвидации старой церкви прихожане самовольно возобновили богослужения в здании «новой» церкви и больше она не опечатывалась. Ещё в 1860-е годы администрационными властями не признавались браки, совершаемые в старообрядческих церквях. Метрические книги Апидомской церкви администрацией Свенцянского уезда именовались «лоскутами» и выписки из них не признавались. Начиная с 1870-х годов, браки, совершаемые старообрядцами, стали официально признавать, а метрические книги надлежащего образца выдаваться уездными властями духовным наставникам. В судебных делах за 1870 год наставник Апидомской общины, Василий Юдевич Микулин, упоминал, что не может выдавать метрические выписки о рождении, браке и смерти, так как метрические книги Апидомской моленной за более старые года находятся у бывшего наставника и основателя Куклянской общины — Евстафия Леоновича Зубкова.
В 1881 году, старообрядцы Апидомской общины повесили на церкви два колокола, отлитых по их заказу на Валдае, но вскоре они были сняты по указу местной администрации. После этого, в начале 1882 года, прихожанами было подано прошение Виленскому, Ковенскому и Гродненскому генерал-губернатору, графу Эдуарду Ивановичу Тотлебену, о разрешении использования колоколов при совершении богослужений. В прошении упоминалось, что на колоколах имеется надпись «в ознаменование спасения жизни возлюбленного нашего Царя, ныне в Бозе почившего Александра Николаевича, 5-го Февраля 1880 г.», но к моменту подания прошения, император Александр II уже был убит во время очередного покушения в 1881 году. Прошение было оставлено «без последствий».
В 1883 году, Свенцянский уездный исправник донёс Виленскому, Ковенскому и Гродненскому генерал-губернатору, что при разъезде по уезду, им были замечены старообрядческие моленные, а именно — в деревне Апидомах (Лынтупской волости), Михалово (Давгелишской волости), Юргелишках (Мелегянской волости) и Куклянах (Годутишской волости), которые построены наподобие православных храмов с колокольнями, на которых имеются кресты, а также привешены рельсы вместо колоколов, которые от удара молотком издают звук, похожий на колокольный звон. Пятая старообрядческая церковь Свенцянского уезда, по словам исправника, находилась в городе Свенцяны. Сами церкви исправник описывал как «существующие весьма давно и молебетье отправлялось в них беспрепятственно, а с 1875 года молельни по случаю ветхости исправлялись поочерёдно и в это время пристраивались колокольни». В доносе исправник подчеркнул, что было ли выдано разрешение на постройку моленных никаких сведений не имеется, ровно как и починка по словам старообрядческих наставников и старшин производилась без разрешения, хотя полицейским властям будто бы было об этом известно. Также исправник информировал, что раскольников, проживающих в Свенцянском уезде, до 6180 душ — все они принадлежат к беспоповщинской секте, занимаются преимущественно хлебопашеством, а некоторые ремеслами и другими заработками. Православное население в Свенцянском уезде весьма малочисленно и существование раскольнических молелен не может иметь существенного вреда на православие. В последней части доноса, исправник пишет: «Принимая во внимание, что возбуждение уголовного преследования против виновных в самовольной и незаконной постройке молелен, ввиду Всемилостивейшего манифеста 15 мая сего года, в настоящее время не может иметь места, что по громадности цифры старообрядческого населения в Свенцянском уезде существование указанных выше молитвенных зданий действительно необходимо, а также что закрытие их может встретить сопротивление со стороны раскольников, отличающихся большею частию буйным характером, и вызвать беспорядки, я ввиду вышеизложенных обстоятельств и, применяясь к 6-му п. Высочайшего повеления от 3-го мая сего года, разрешил оставить существующие в городе Свенцянах и деревнях: Апидомах, Михалово, Юргелишках и Куклянах старообрядческие молитвенные здания, но с тем непременным условием, чтобы самовольно построенные на молельнях колокольни немедленно были сняты, и вообще чтобы здания по своему внешнему виду вполне согласовались бы с требованиями 8 п. указанного выше Высочайшего повеления».

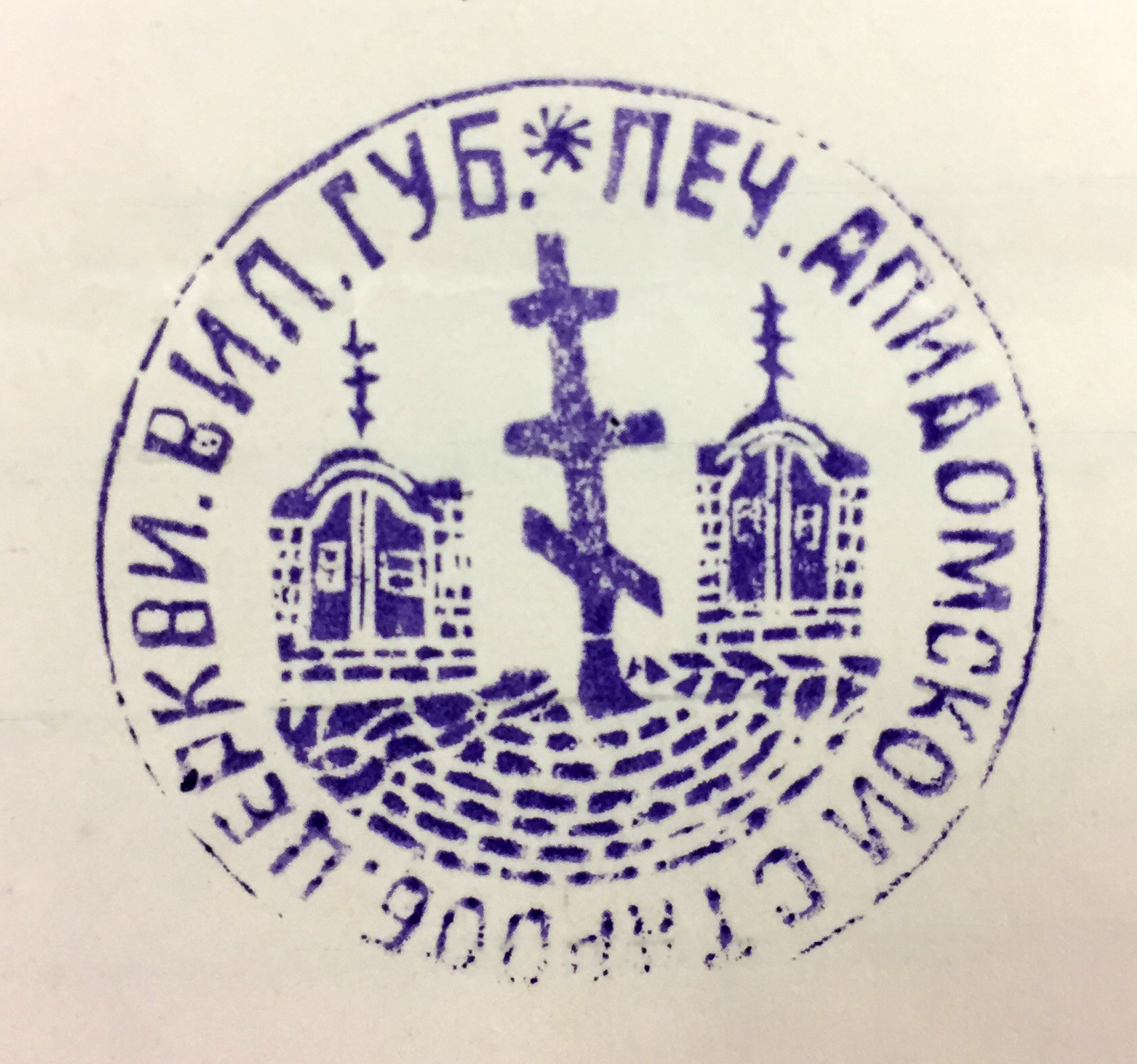
Печать Апидомской старообрядческой общины, 1914 год

В 1905 году императором Николаем II был издан указ об укреплении начал веротерпимости, в результате положивший конец множественным запретам и ограничениям. Наставники Апидомской общины вплоть до 1915 года выдавали метрические выписки волостным и уездному правлениям по запросу.

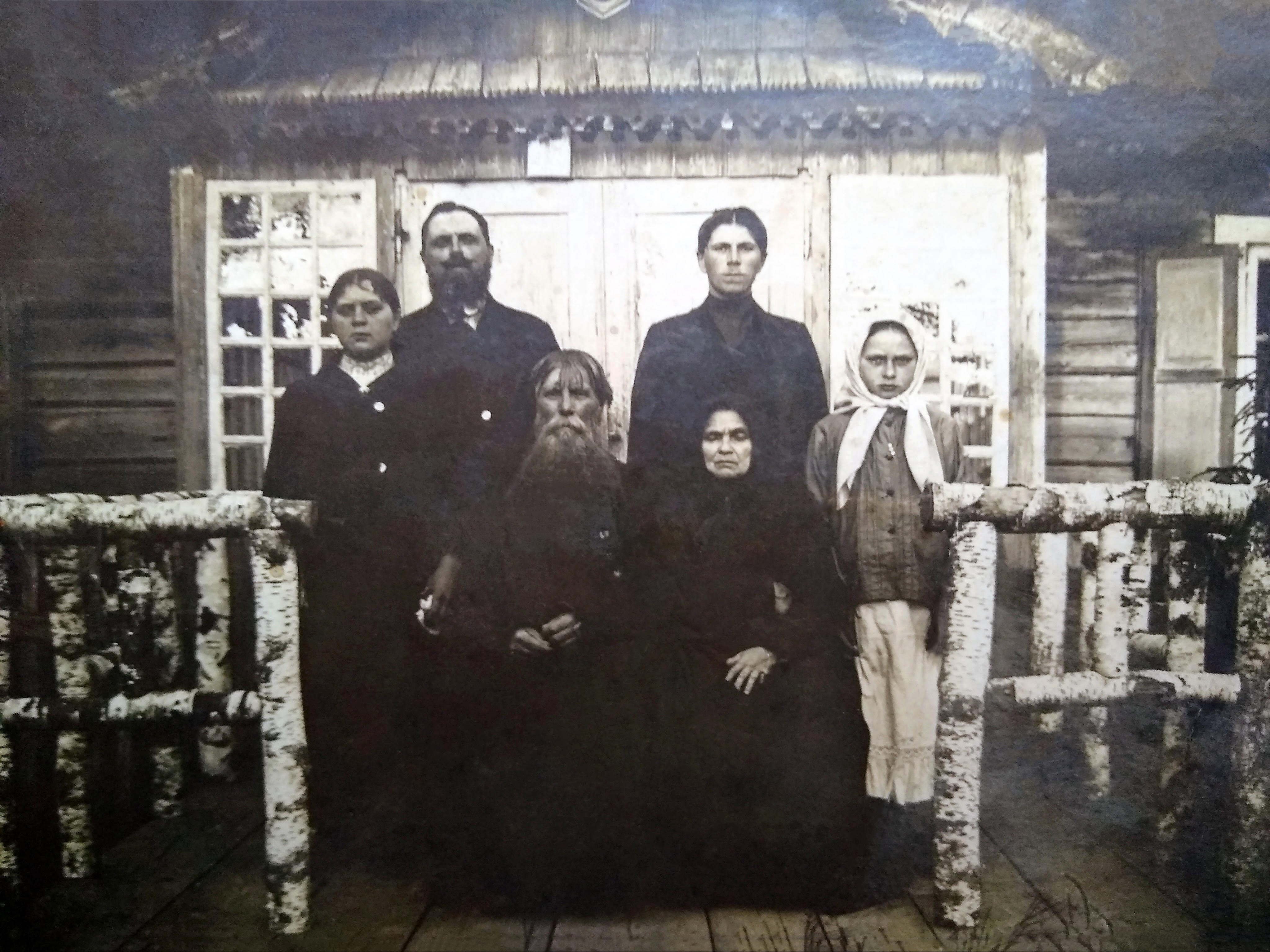
И. И. Большаков с семьёй (01.06.1918), наставник Апидомской церкви в 1912—1922 годах

В 1919 году здание Апидомской моленной было практически полностью уничтожено пожаром. Лишь немногое из находящегося внутри имущества удалось спасти, многие ценные книги находились в плачевном состоянии и нуждались в новых переплётах. Все метрические книги до 1920 года были уничтожены. В 1920 году здание Апидомской моленной было заново отстроено силами и средствами прихожан общины. В 1933 году дополнительно был произведён ремонт крыльца.

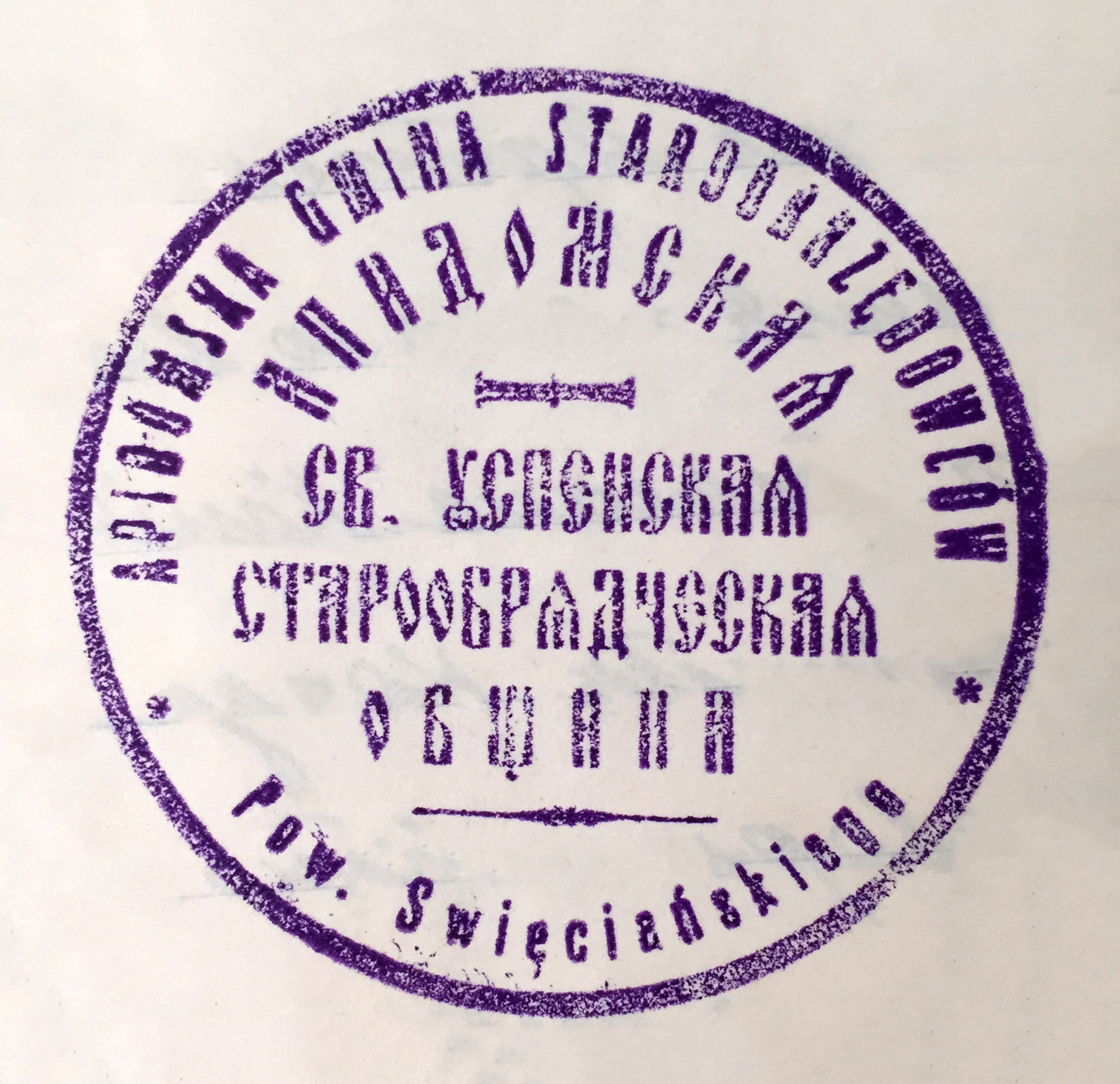
Печать Апидомской старообрядческой общины, 1926 год

Времена Польского правления (1921—1939) можно назвать «рассветом» для старообрядческих общин Свенцянского повета. В это время был основан Верховный старообрядческий совет в Польше, который находился в Вильнюсе и поддерживал тесную связь в том числе и с Апидомской общиной, оказывая финансовую помощь на ремонт храма и помогая в решении разного рода вопросов и проблем.
В 1920—1930-е годы одной из главных причин раздора между прихожанами Апидомской и соседней Куклянской общин стало старообрядческое кладбище в деревне Апидомы, которое существовало ещё до раскола Апидомской общины в 1853 году и до сих пор использовалось для погребения отдельных прихожан Куклянской общины. Официально кладбище принадлежало Апидомской общине, но прихожане Куклянской общины, предки которых были погребены на Апидомском кладбище, в том числе и наставник Куклянской общины Тит Семёнович Зубков, желали проводить разного рода обряды (погребения, поминания усопших в день Святой Троицы) со своим хором и на Апидомском кладбище, что вызывало резкое недовольство и сопротивление со стороны наставника и прихожан Апидомской общины. Для решения данного вопроса, верховным старообрядческим советом в Польше было велено наставнику Куклянской общины согласовывать все обряды с Апидомской общиной, тем не менее, совет постановил беспрепятственно разрешить хоронить прихожан Куклянской общины на общем Апидомском кладбище.

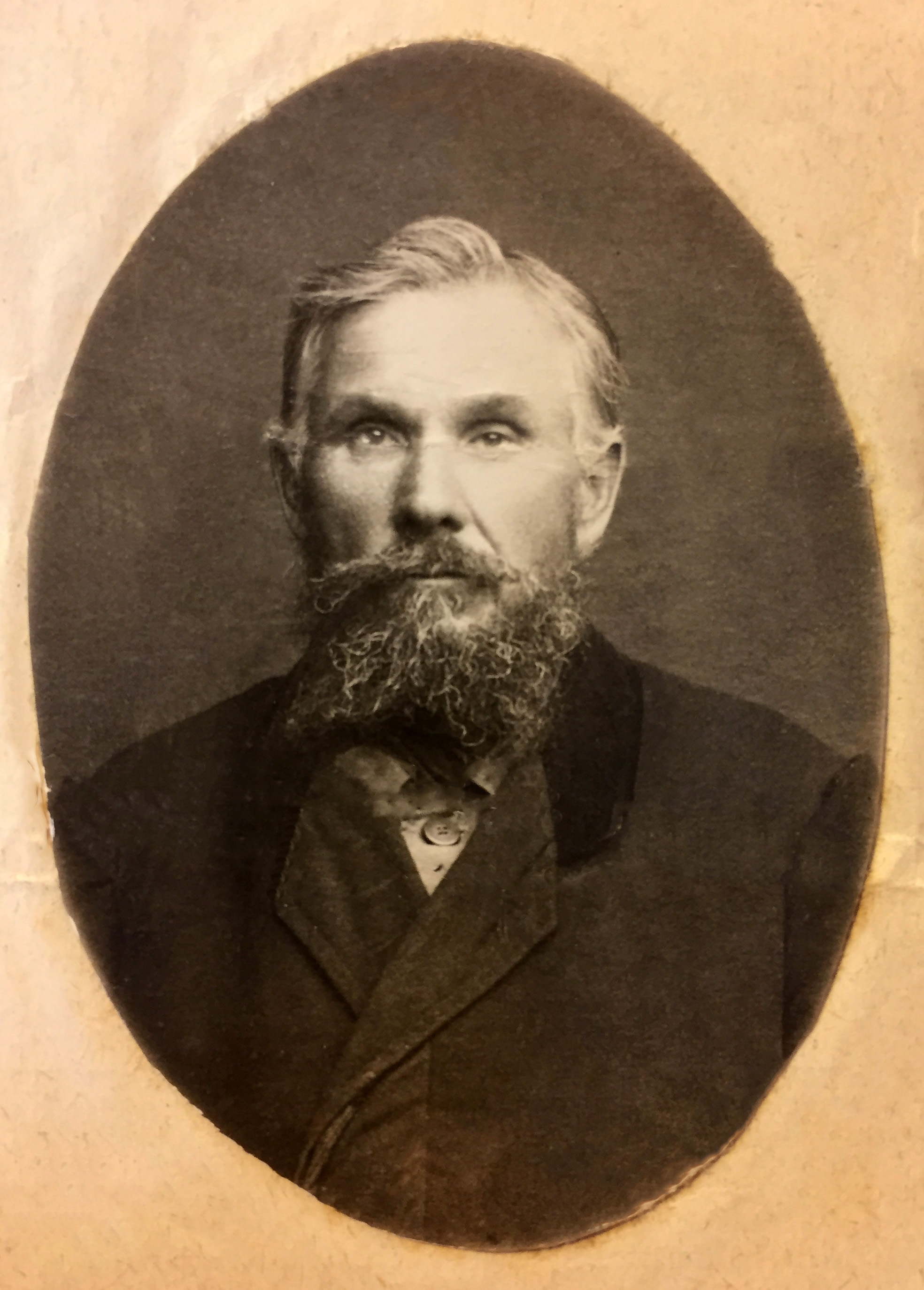
Я. Ф. Артаев, наставник Апидомской церкви в 1923—1938 годах

В 1935 году часть прихожан Апидомской общины подала прошение в верховный старообрядческий совет в Польше рассмотреть их жалобу на наставника Я. Ф. Артаева и заставить его переехать в Апидомы, либо разрешить прихожанам избрать нового наставника. На деньги прихожан был построен новый дом для духовного отца при Апидомской моленной, но Я. Ф. Артаев проживал в своём собственном доме в польской деревне Варкатишки и не желал переезжать в Апидомы. Так как деревня Варкатишки находилась в 5 км от Апидом, это неоднократно создавало проблемы для прихожан в случае надобности исповеди для умирающих или крещения слабых младенцев. Прихожане были вынуждены ездить и выискивать наставника в Варкатишках, зачастую там отсутствовавшего. Также, по словам прихожан, Я. Ф. Артаев нерегулярно проводил службы (только по светлым воскресеньям и большим праздникам), что вызывало большое недовольство. На общее собрание Апидомской общины, которое состоялось 3 марта 1935 года, прибыли члены Высшего Старообрядческого Совета в Польше — Исай Кузьмич Егоров и Евграф Семёнов, на собрание явился 351 прихожанин. В результате бурных дискуссий прихожане разделились на сторонников и противников наставника Я. Ф. Артаева. Многие требовали устроить тайное голосование и избрать нового наставника. В итоге Артаев отказался от занимаемой должности и просил прихожан вновь его кандидатуру не выставлять, однако И. К. Егорову удалось примирить прихожан общины с наставником и он согласился переехать на постоянное место жительства в дом при Апидомской моленной.

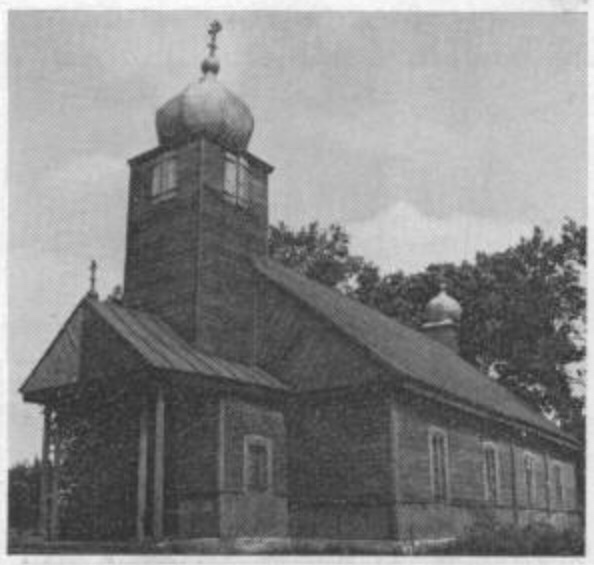
Апидомская старообрядческая церковь, 1985 год

13 марта 1938 года, после смерти Я. Ф. Артаева, состоялось собрание членов Апидомской общины, на котором присутствовало около 530 человек. Единогласно новым наставником был избран И. И. Волков.
Во время Второй мировой войны, вплоть до 1945 года, в церкви регулярно проводились богослужения. До 1944 года община официально функционировала и поддерживала отношения с Литовским Центральным старообрядческим советом, прихожанами вносились взносы пропорционально количеству обладаемой ими земли.
После восстановления Советской власти, в 1947 году наставник Апидомской общины, Диомид Иванович Панцырев, был репрессирован в Караганду, как и другие религиозные организации, община официально перестала существовать в виду политики, проводимой СССР в отношении религии. Богослужения в церкви перестали проводиться регулярно, зачастую проводились тайком во избежание преследования со стороны властей и руководства колхоза. Нередко прихожане Апидомской церкви были вынуждены посещать праздничные богослужения в церквях соседних общин, где их не знали.
Начиная с 1960-х годов, количество прихожан Апидомской церкви стало неуклонно сокращаться из-за оттока людей (в основном молодёжи) в большие города и другие республики СССР. Здание церкви постоянно нуждалось в ремонте, но из-за отсутствия какого-либо финансирования, существенный ремонт не проводился. Церковь неоднократно разграблялась, в результате чего из неё была украдена большая часть икон.
Первый существенный ремонт был произведён лишь в 2008 году, когда на здание церкви была починена крыша и установлены новые купола, а также произведён ремонт колокольни. В 2016 году была обновлена покраска фасада.

## Духовные наставники
| Годы наставничества     | Имя Наставника              | Годы жизни            | Примечания |
| ----------------------- | --------------------------- | --------------------- | --- |
| 1830-е                  | Шершнёв                     |                       | Упоминается как основатель «новой» Апидомской церкви. Упоминаний о предшественниках Шершнёва не найдено. |
| 1842                    | Фёдор Егорович Соколов      | 1782—1845             | Рижский мещанин, уроженец деревни Гуделишки. Упоминается как наставник Апидомской часовни в 1842 году. |
| 1840-е — 1853           | Евстафий Леонович Зубков    | 1766—1870             | Рижский мещанин, жил в деревне Поташня (Апидомского прихода) с 1804 года. В 1853—1868 годах — наставник Куклянской общины. |
| 1870                    | Василий Юдевич Микулин      |                       | Упоминается как наставник Апидомской общины в 1870 году. |
| 1870-е — 1900           | Василий Осипович Цветков    | 1820—1900             | Рижский мещанин. Проживал в деревне Жвойришки Лынтупской волости, позже во время наставничества — в Апидомах. Упоминается как наставник Апидомской общины в 1875, 1882 и 1896 годах. |
| 1900 — 1912             | Самуил Семёнович Зубков     | 1853—1912             | Внук бывшего наставника Апидомской и Куклянской общин — Евстафия Леоновича Зубкова, брат наставников Михаловской общины — Ивана Семёновича Зубкова и Куклянской общины — Тита Семёновича Зубкова. Жил в деревне Поташня (Апидомского прихода) с рождения. Помощником наставника был Ерофей (Дорофей) Фёдорович Жарин из деревни Гуделишки. |
| 1912—1922               | Исай Иванович Большаков     | 27.07.1855—19.09.1922 | Крестьянин Годутишской волости, уроженец деревни Кукляны. Упоминается как наставник Апидомской часовни с 1912 года. Старший сын наставника Минай работал при Рижской Гребенщиковской общине. Средний сын Григорий в 1920-1930-х годах был преподавателем закона Божиего в деревне Гурница Лынтупской волости. |
| 01.03.1923 — 03.02.1938 | Яков Фёдорович Артаев       | 1859—1938             | Известный церковный деятель, член Духовного Суда при ВСС в Польше. Родился в деревне Варкатишки Годутишской волости в 1859 году. С 1879 по 1882 год был певчим в Виленской старообрядческой общине, позже с 1882 по 1888 — в Санкт-Петербургской общине, с 1888 по 1895 — в Рижской Гребенщиковской общине. В последующие годы с 1895-го по 1914 работал кассиром в Рижском отделении банка и с 1914 по 1920 год в кассиром в Брянске. С 01.03.1923 по 03.02.1938 (дата смерти) — наставник Апидомской общины. |
| 13.03.1938 — 1942       | Иван Исаевич Волков         | 1879—1965             | Был избран 13.03.1938. Позже был наставником Екабпилсской старообрядческой общины (Латвия). |
| 1942—1947               | Диомид Иванович Панцырев    | 1888—1966             | Наставник Апидомской общины с 1942 года. В 1947 году был репрессирован, позже реабилитирован. Отбыв 8 лет лагерного заключения в Караганде, служил в старообрядческих общинах Белоруссии, позднее — в Турмантасе (Литва). Наставник Турмантской старообрядческой общины. Скончался в 1966 году в Турмантасе. |
| 1947 — ?                | Михаил Гаврилович Зубков    |                       | Согласился на роль наставника, будучи в преклонном возрасте и не боясь ссылки после репрессии предыдущего наставника Д. И. Панцырева. В простонародии наставника называли «Бляшанка». |
| ? — 1975                | Фёдор Маркович Терентьев    | 1890—1975             | Уроженец деревни Апидомы, из семьи Рижских мещан, поколениями проживавших в Апидомах. |
| 1975—1987               | Давыд Иосифович Гащенко     | 1912—1987             | Уроженец деревни Апидомы, жил в деревне Вейсишки (Апидомского прихода). |
| 1987—2000               | Феодор Феопентович Ситников | 1923—2000             | Уроженец деревни Кукляны. Позже проживал в деревне Поташня и в Адутишкис. Похоронен на старообрядческом кладбище в Швенчёнисе. |
| 2000 — 01.10.2008       | Платон Романович Матвеев    | 1923—2008             | Уроженец деревни Шалтупы (Давгелишская волость, Литва). В 1930-е годы семья переехала в Апидомы. Изучал богослужебный устав, пение и Священное Писание под руководством настоятеля Апидомской общины Я. Ф. Артаева. После смерти настоятеля общины Феодора Феопентовича Ситникова был избран на пост главы общины. |
| 2008 —                  |                             |                       | После смерти Платона Романовича Матвеева, постоянного духовного наставника не имеет. Время от времени, богослужения проводятся наставниками соседствующих старообрядческих общин Литвы. |

## Прихожане общины
Старообрядцы, основавшие Апидомскую общину, были вольными русскими людьми, выходцами из Лифляндской, Курляндской, Псковской, Новгородской, Витебской и Минской губерний. В конце XVIII века старообрядцы проживали в расположенных неподалёку от Апидом деревнях: Белянишки, Вейсишки, Глебишки, Качанишки, Масленики, Петрути, Подсивцы (все Лынтупской волости) и Кукляны (Годутишской волости).
В XIX веке, несмотря на то, что большинство прихожан общины занимались земледелием, они по-прежнему были причислены к мещанскому сословию (будучи вольными людьми, старообрядцы не числились крепостными помещиков, на чьих землях они проживали), таким образом, среди прихожан общины были Свенцянские, Ошмянские, Рижские, Якобштатские и Минские мещане. Уже к 1826 году местные старообрядцы стали расселяться на территориях имения Полесье и казённых имений Годутишки и Мили. Таким образом, появились деревни Поташня, Жвойришки, Сухаришки, Павкштелы, Новосёлки, Высокие и т. д.
В 1853 году, когда церковь была опечатана, количество прихожан упоминается как около 700 человек. После основания Куклянской общины, к ней отошли деревни Андрушишки (Комайской волости), Девгуны, Кукляны и Мирклишки (Годутишской волости) и часть прихожан из деревень Жвойришки, Новосёлки, Поташня и Сухаришки (Лынтупской волости).
В 1926 году список деревень принадлежащих к Апидомской общине был следующим: Апидомы (Лынтупская вол.), Вейсишки (Лынтупская вол.), Жвойришки (Лынтупская вол.), Сухаришки (Лынтупская вол.), Гуделишки (Свенцянская вол.), Голошишки (Свенцянская вол.), Высокие (Свенцянская вол.), Качанишки (Лынтупская вол.), Белянишки (Лынтупская вол.), Павкштэлы (Лынтупская вол.), Поташня (Лынтупская вол.), Новосёлки (Лынтупская вол.), Подьясенка (Лынтупская вол.), Жардэли (Камайская вол.), хутор Кудашки (Свенцянская вол.), Сакалишки III-ие (Свенцянская вол.).
В 2019 году большинство этих деревень уже не существует, основная часть прихожан проживает в самих Апидомах, Полесье, Лынтупах и Поставах, а также на день Святой Троицы собираются прихожане или потомки прихожан, приехавшие из Минска, Молодечно, Литвы, Латвии и Эстонии.
| Количество прихожан Апидомской церкви | Количество прихожан Апидомской церкви | Количество прихожан Апидомской церкви | Количество прихожан Апидомской церкви | Количество прихожан Апидомской церкви |
| 1795                                  | 1853                                  | 1882                                  | 1926                                  | 1944                                  |
| ------------------------------------- | ------------------------------------- | ------------------------------------- | ------------------------------------- | ------------------------------------- |
| ~ 262                                 | ~ 700                                 | > 600 мужчин                          | 3662                                  | 3200                                  |

## Галерея

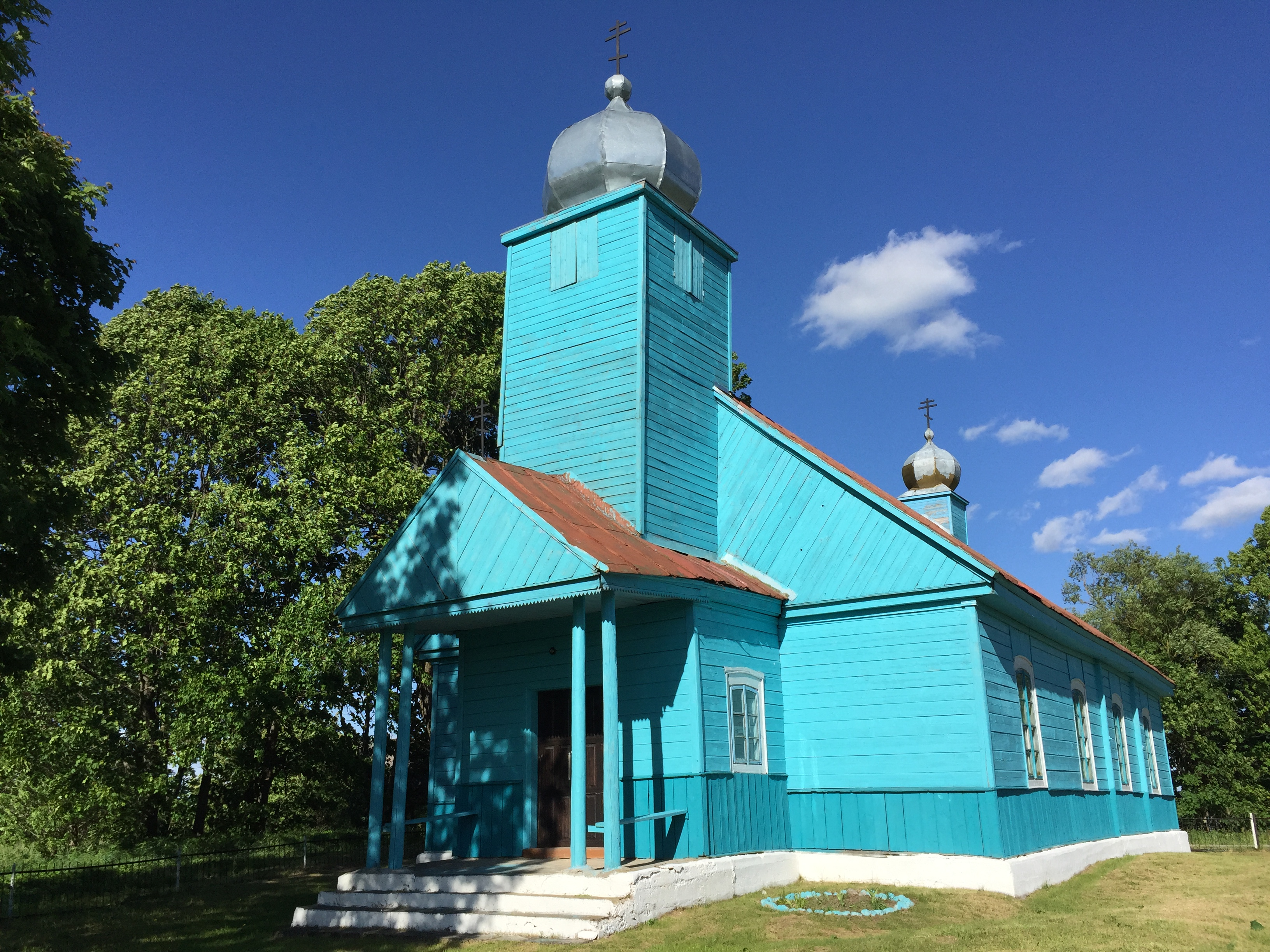
Апидомская церковь, 2017 год
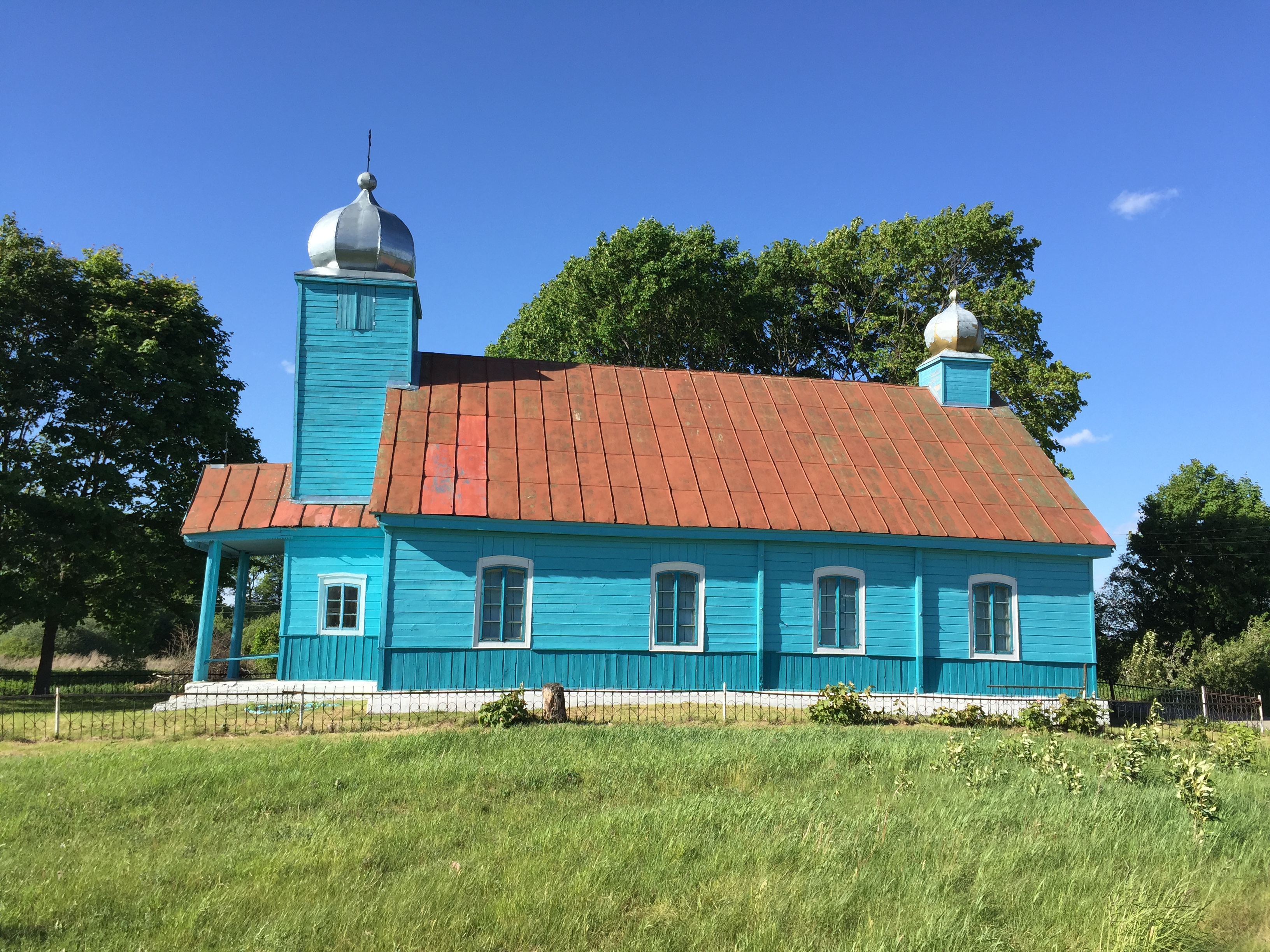
Апидомская церковь, 2017 год
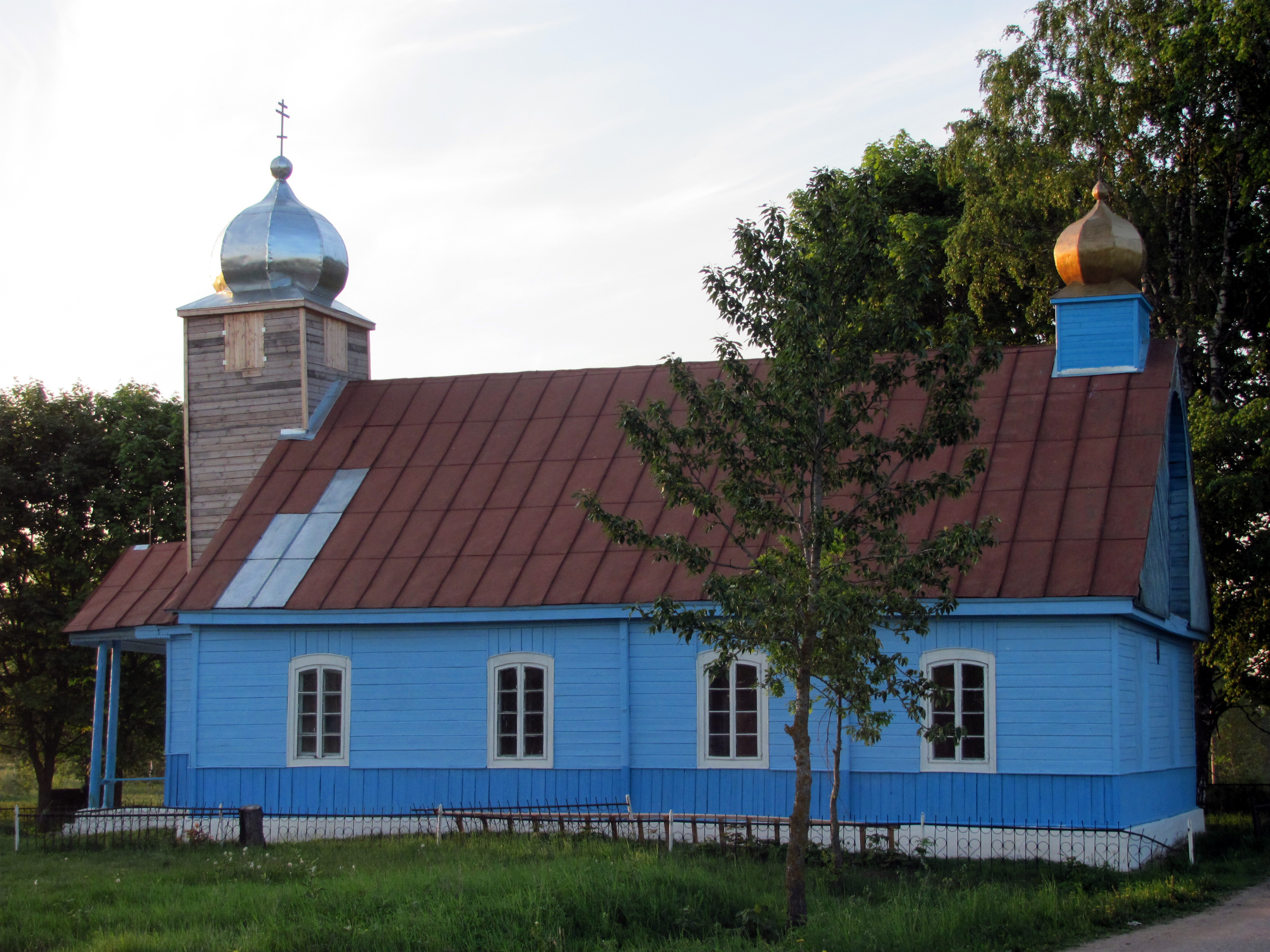
Апидомская церковь, 2010 год
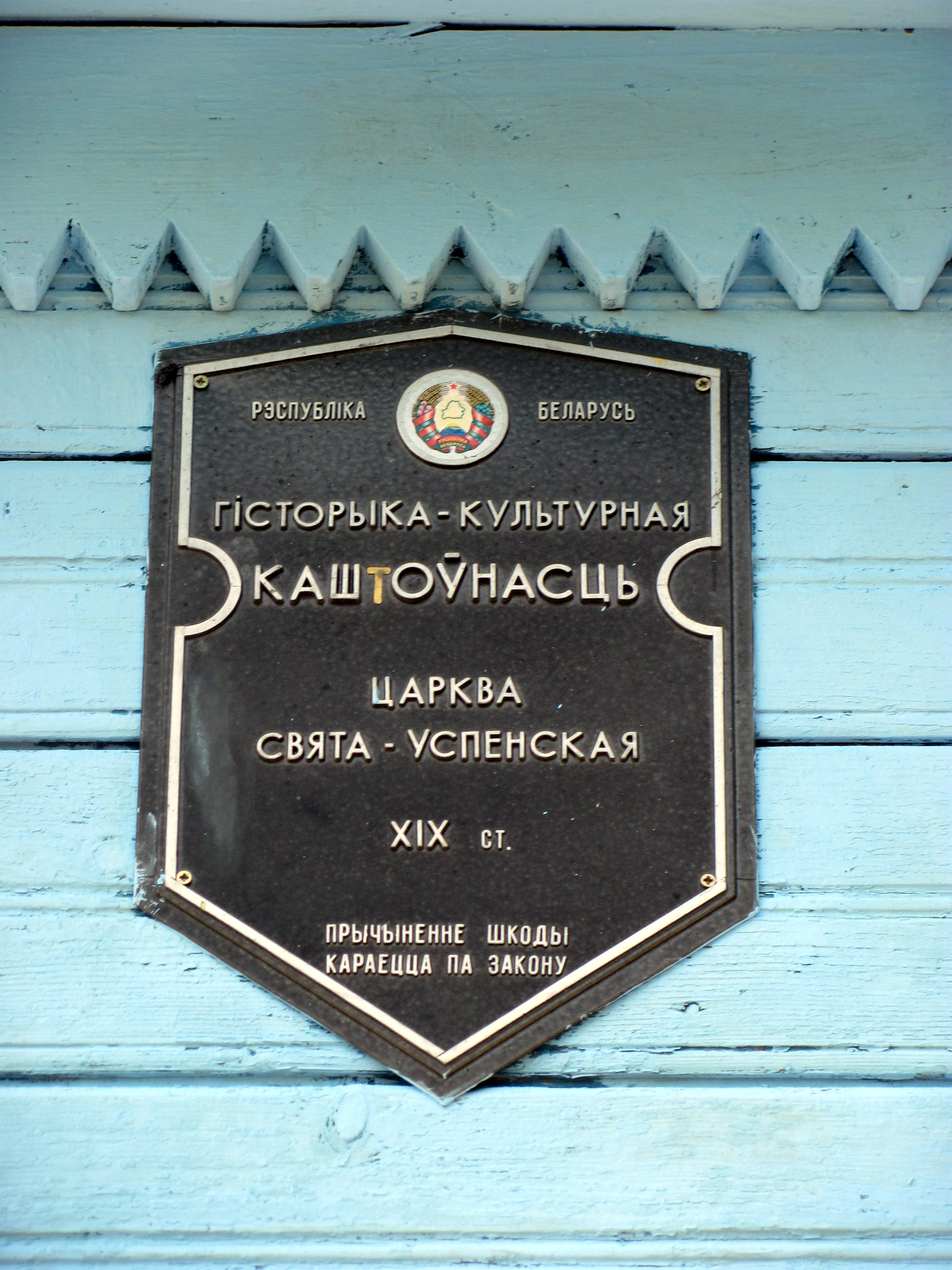
Апидомская церковь, 2010 год
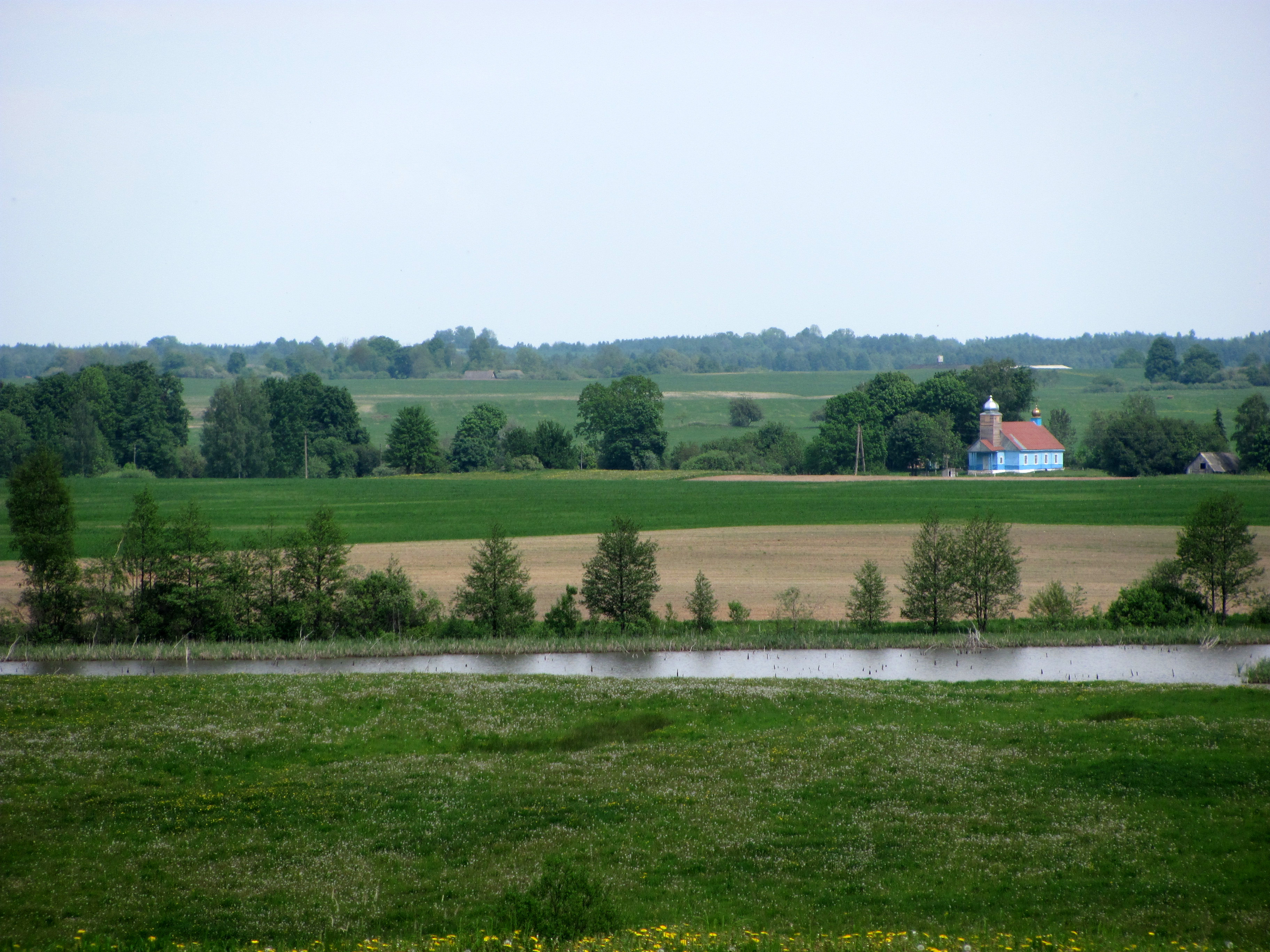
Апидомская церковь, 2010 год
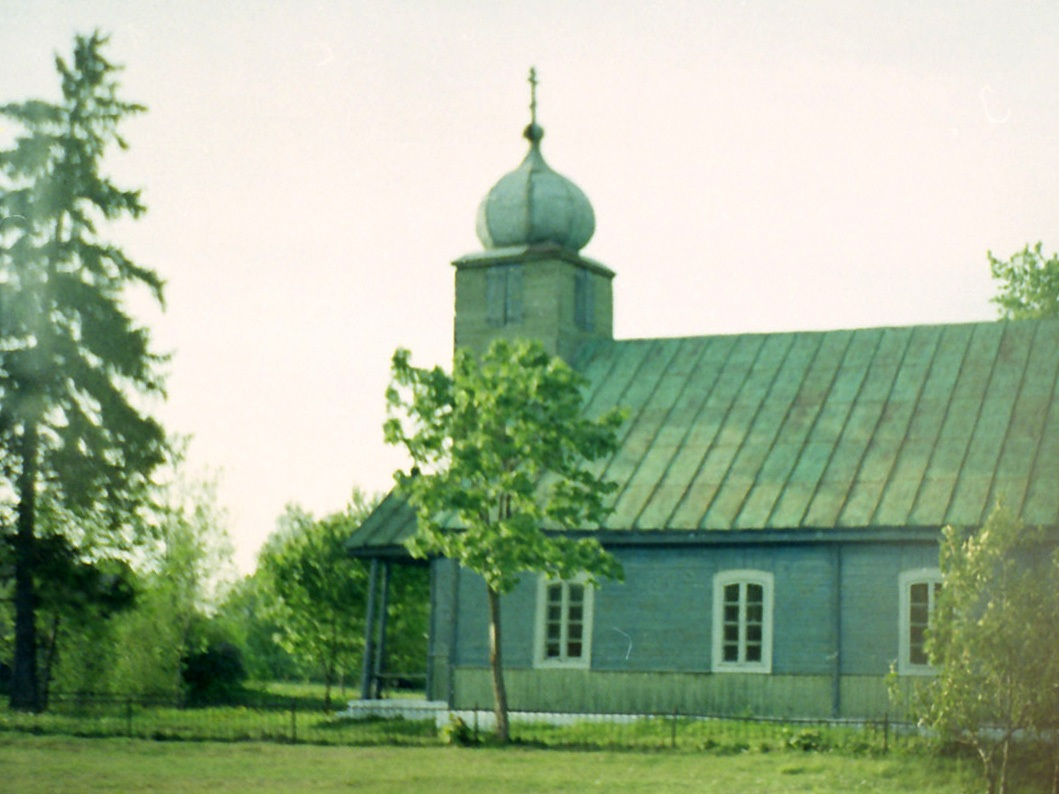
Апидомская церковь, 1999 год